# 里斯·湯普森
里斯·湯普森（Reece Daniel Thompson，1988年11月22日—）是加拿大的一位演員，出生並成長在溫哥華附近。他出演過壁花少年等電影。